# Tapinanthus preussii
Tapinanthus preussii là một loài thực vật thuộc họ Loranthaceae. Loài này có ở Angola, Cameroon, Gabon, và Nigeria. Môi trường sống tự nhiên của chúng là rừng ẩm vùng đất thấp nhiệt đới hoặc cận nhiệt đới. Chúng hiện đang bị đe dọa vì mất môi trường sống.